# Maria Kaczyńska

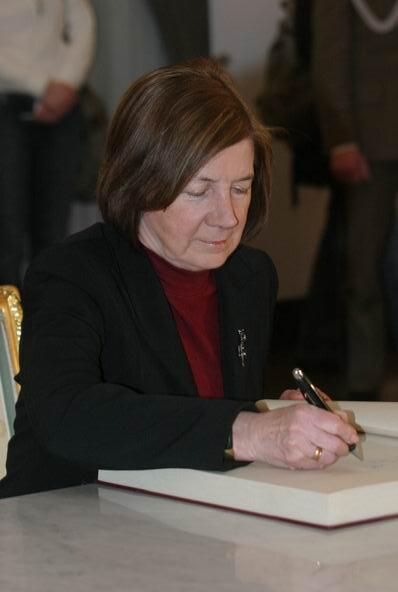
Maria Kaczyńska

Maria Kaczyńska, nascuda Maria Helena Mackiewicz, (Machowo, 21 d'agost de 1942 - Smolensk, 10 d'abril de 2010) va ser una economista ecologista i feminista.
Es va dedicar a la recerca en l'àmbit del desenvolupament de mercats econòmics a l'Extrem Orient fins a l'any 2005. Entre 2005 i 2010 va exercir de primera dama a Polònia, exercint una notable influència en el govern, en contrast amb el conservaturisme moral del partit polític del seu marit, en Lech Kaczyński. Es va posicionar a favor de la fecundació in vitro, l'avortament i l'eutanàsia, i no va dubtar a reunir a representants feministes al palau presidencial perquè expressessin les seves opinions, malgrat les condemnes dels polítics conservadors.
Va tenir una filla, Marta. En 2008 es va posar el seu nom a una varietat de tulipa holandesa. Va morir a l'accident aeri del 10 d'abril de 2010, quan les principals autoritats poloneses viatjaven a Rússia per assistir a la commemoració del 70è aniversari de la Massacre de Katyn.